# Strawbs

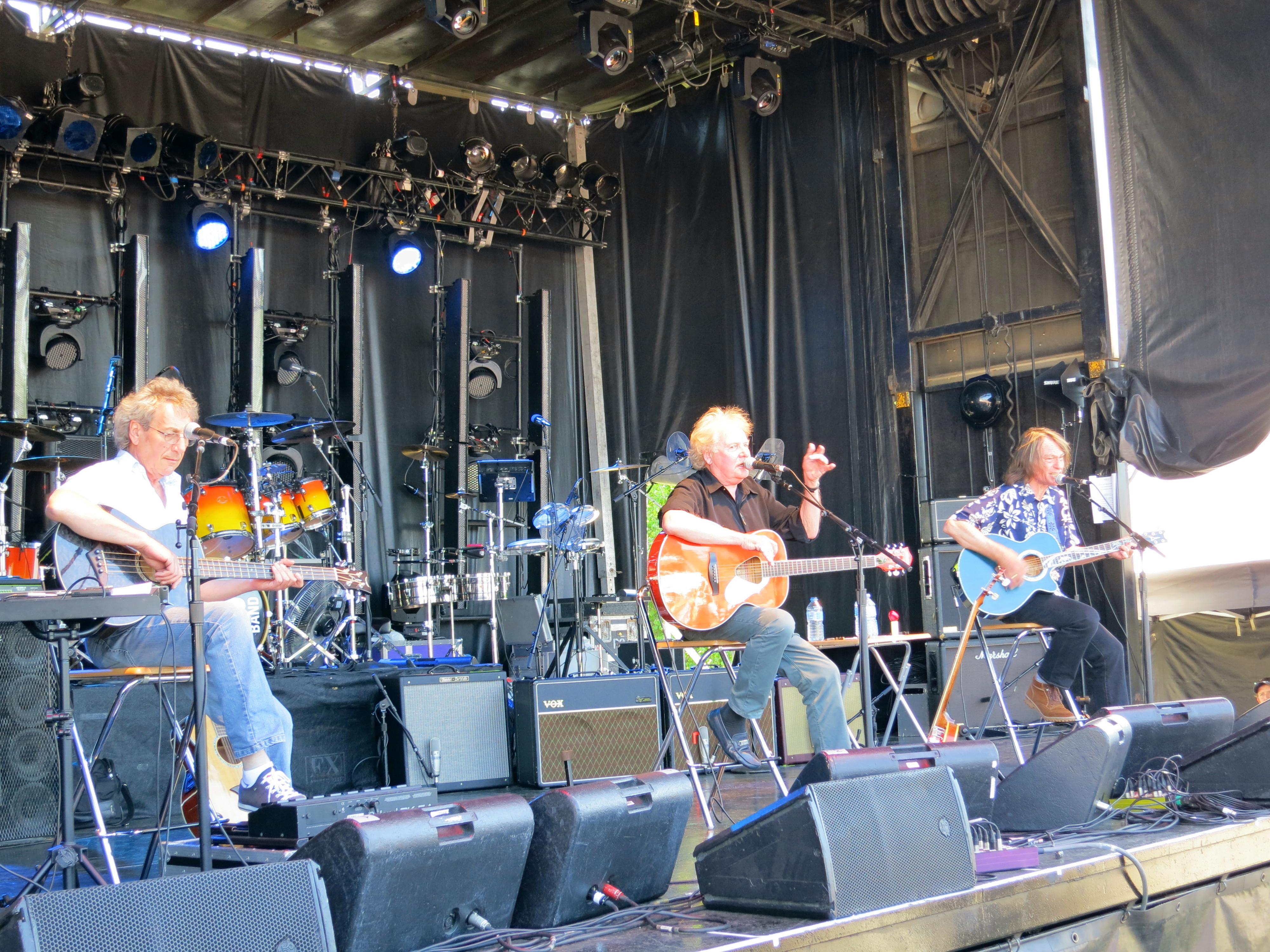
The Strawbs, 2012

The Strawbs waren eine britische Rock- und Folkrock-Band, die seit Mitte der 1960er Jahre zusammenspielte. Sie lösten sich 2023 auf.

## Bandgeschichte
Bandleader, Gitarrist und wichtigster Songschreiber der Strawbs war Dave Cousins (1945–2025), der die Band im Jahr 1964 mit Tony Hooper (Gitarre) und Ron Chesterman (Kontrabass) unter dem Namen „The Strawberry Hill Boys“ gründete. Anfangs eher zum Bluegrass tendierend, entwickelte sich das Trio allmählich zu einer akustischen Folkgruppe, die jedoch im Unterschied zu vergleichbaren englischen Gruppen jener Zeit darauf verzichtete, traditionelle Songs in ihr Repertoire aufzunehmen. 1967 produzierten die Strawbs in Dänemark zusammen mit der späteren Fairport-Convention-Sängerin Sandy Denny das Album All Our Own Work, das lange unbeachtet blieb und erst 1973 veröffentlicht wurde. Als erste offizielle Langspielplatte gilt somit Strawbs von 1969, der im nächsten Jahr Dragonfly folgte. Danach kam es zur Umbesetzung mit einer Hinwendung zum Folkrock. Der neue Bassgitarrist John Ford löste Ron Chesterman ab, und Rick Wakeman (Keyboards) sowie Richard Hudson (Schlagzeug) erweiterten die Gruppe zum nunmehr fünfköpfigen Ensemble. Ihren Einstand auf dem Plattenmarkt gab die neue Strawbs-Formation 1970 mit dem viel beachteten Livealbum Just a Collection of Antiques and Curios. 
Bis 1978 erschien jedes Jahr eine neue Plattenproduktion, wobei zunehmend progressive Elemente und Anleihen beim Art Rock den Musikstil prägten. Bandmitglieder in dieser Zeit waren Blue Weaver, der auch bei Amen Corner, Mott the Hoople und den Bee Gees mitspielte, sowie Dave Lambert, Brian Willoughby, Chas Cronk und John Hawken (auch bei The Nashville Teens, Renaissance, Spooky Tooth und Vinegar Joe).
Den größten kommerziellen Erfolg erreichte die Gruppe 1973 (in der Besetzung Cousins, Lambert, Hudson, Ford und Weaver) mit dem Album Bursting at the Seams und dem ausgekoppelten Single-Hit Part of the Union, der in Großbritannien Platz 2 der Charts belegte und in Deutschland bis Platz 31 kam.
Anfang 2005 war die Gruppe als Acoustic Strawbs auf Tour durch England in der mittlerweile 24. Besetzung mit Cousins, Lambert, Hudson, Ford, Weaver und Willoughby.
2023 gaben sie ihr letztes Konzert und lösten sich anschließend auf.
Cousins, der Kopf hinter der Gruppe, verstarb im Juli 2025.

## Diskografie

### Alben
| Jahr | Titel                                                                       | Höchstplatzierung, Gesamtwochen, AuszeichnungChartplatzierungen (Jahr, Titel, Platzierungen, Wochen, Auszeichnungen, Anmerkungen) | Höchstplatzierung, Gesamtwochen, AuszeichnungChartplatzierungen (Jahr, Titel, Platzierungen, Wochen, Auszeichnungen, Anmerkungen) | Höchstplatzierung, Gesamtwochen, AuszeichnungChartplatzierungen (Jahr, Titel, Platzierungen, Wochen, Auszeichnungen, Anmerkungen) | Anmerkungen |
| Jahr | Titel                                                                       | DE | UK | US | Anmerkungen |
| ---- | --------------------------------------------------------------------------- | --- | --- | --- | ----------- |
| 1970 | Just a Collection of Antiques and Curios (Live at the Queen Elizabeth Hall) | — | UK27 (2 Wo.)UK | — |             |
| 1971 | From the Witchwood                                                          | — | UK39 (2 Wo.)UK | — |             |
| 1972 | Grave New World                                                             | — | UK11 (15 Wo.)UK | US191 (5 Wo.)US |             |
| 1973 | Bursting at the Seams                                                       | — | UK2 (12 Wo.)UK | US121 (9 Wo.)US |             |
| 1974 | Hero and Heroine                                                            | — | UK35 (3 Wo.)UK | US94 (17 Wo.)US |             |
| 1975 | Ghosts                                                                      | — | — | US47 (13 Wo.)US |             |
| 1975 | Nomadness                                                                   | — | — | US147 (6 Wo.)US |             |
| 1976 | Deep Cuts                                                                   | — | — | US144 (5 Wo.)US |             |
| 1977 | Burning for You                                                             | — | — | US175 (4 Wo.)US |             |

| Weitere Alben - 1969: Strawbs - 1969: Strawberry Music Sampler No. 1 - 1970: Dragonfly - 1973: All Our Own Work (mit Sandy Denny) - 1978: Deadlines - 1987: Don’t Say Goodbye - 1990: Preserves Uncanned - 1991: Ringing Down the Years - 1995: Heartbreak Hill - 2001: Baroque and Roll - 2001: Strawberry Music Sampler No.1 - 2002: Blue Angel - 2005: Painted Sky - 2006: A Taste of Strawbs (Box mit 5 CDs) - 2007: Alive in America - 2008: The Broken Hearted Bride - 2009: Dancing to the Devil’s Beat - 2011: Hero & Heroine in Ascencia - 2012: Of a Time | - 1992: Greatest Hits Live! - 1995: In Concert - 1999: Concert Classics – Volume 6 - 2005: Live at Nearfest 2004 - 2010: Live at the BBC Vol. One: In Session - 2010: Live at the BBC Vol. Two: In Concert (2 CDs) - 2011: Acoustic Gold (Acoustic Strawbs Live) - 2013: Recollection: Live 1970 - 1973: Strawbs & Dave Cousins (mit Dave Cousins) - 1974: Strawbs by Choice - 1974: Early Strawbs (2 LPs) - 1977: Classic Strawbs (2 LPs) - 1978: The Best of Strawbs - 1983: Strawbs - 1992: A Choice Selection of Strawbs - 1997: Halcyon Days – The Very Best of the Strawbs - 1998: Ringing Down the Years / Don’t Say Goodbye … (2 CDs) - 2002: The Collection - 2002: Tears and Pavan – An Introduction to Strawbs |

### Singles
| Jahr | Titel Album                             | Höchstplatzierung, Gesamtwochen, AuszeichnungChartplatzierungen (Jahr, Titel, Album, Platzierungen, Wochen, Auszeichnungen, Anmerkungen) | Höchstplatzierung, Gesamtwochen, AuszeichnungChartplatzierungen (Jahr, Titel, Album, Platzierungen, Wochen, Auszeichnungen, Anmerkungen) | Höchstplatzierung, Gesamtwochen, AuszeichnungChartplatzierungen (Jahr, Titel, Album, Platzierungen, Wochen, Auszeichnungen, Anmerkungen) | Anmerkungen |
| Jahr | Titel Album                             | DE | UK | US | Anmerkungen |
| ---- | --------------------------------------- | --- | --- | --- | ----------- |
| 1972 | Lay Down Bursting at the Seams          | — | UK12 (12 Wo.)UK | — |             |
| 1973 | Part of the Union Bursting at the Seams | DE31 (7 Wo.)DE | UK2 (11 Wo.)UK | — |             |
| 1973 | Shine On Silver Sun Hero and Heroine    | — | UK34 (3 Wo.)UK | — |             |

Weitere Singles
| - 1968: The Man Who Called Himself Jesus - 1968: Oh How She Changed - 1968: Or Am I Dreaming - 1968: Poor Jimmy Wilson - 1970: Forever - 1971: Witchwood - 1971: Where Is This Dream of Your Youth - 1972: Benedictus - 1972: Here It Comes - 1974: Hero and Heroine - 1974: Round and Round - 1974: Hold On to Me (The Winter Long) - 1974: Grace Darling | - 1975: Lemon Pie - 1975: Little Sleepy - 1976: I Only Want My Love to Grow in You - 1976: So Close and Yet so Far Away - 1976: Charmer - 1977: Back in the Old Routine - 1977: Keep On Trying - 1977: Heartbreaker - 1978: Joey and Me - 1978: New Beginnings - 1978: I Don’t Want to Talk About It - 1979: The King (mit Maddy Prior) - 1988: Let It Rain |

### Videoalben
- 2002: Complete Strawbs: The Chiswick House Concert
- 2003: Strawbs Lifve in Tokyo / Grave New World, the Movie
- 2004: Acoustic Strawbs Live in Toronto
- 2009: Acoustic Strawbs – Live at Hampton Court Palace